# Formica subsericea
Formica subsericea es una especie de hormiga del género Formica, familia Formicidae. Fue descrita científicamente por Say en 1836.
Se distribuye por Canadá y los Estados Unidos. Se ha encontrado a elevaciones de hasta 1600 metros. Vive en microhábitats como rocas, piedras, nidos y montículos.